# Pontus Dahlberg
Pontus Jacob Ragne Dahlberg (sinh ngày 21 tháng 1 năm 1999) là một cầu thủ bóng đá người Thụy Điển thi đấu cho IFK Göteborg, theo dạng cho mượn từ Watford, ở vị trí thủ môn.
Vào ngày 31 tháng 1 năm 2018, Dahlberg ký hợp đồng cho Watford cùng bản hợp đồng 5,5 năm với mức giá không tiết lộ. Anh được mượn trở lại IFK Göteborg đến hết mùa giải 2017-18.